# Чайковський Роман Миколайович
Роман Миколайович Чайковський (19 серпня 1864, Старий Самбір — 1 квітня 1937, Бутини) — священник УГКЦ, старорусин (москвофіл). Посол Райхсрату Австро-Угорщини XII скликання.

## Життєпис
Народився в м. Старий Самбір. Закінчив гімназію в Самборі, семінарію у Львові — в 1886 р. Висвячений у священники в 1889 році.
1889 — адміністратор у Торках (Перемиський деканат, Перемишльський повіт), 1891 — в Манастирі (Ярославський деканат); 1892 — сотрудник парафії Віслок Вижний (Ясельський деканат); 1900 р. парох у Тернавій Гірній (Вільховецький деканат); інтернований у таборі Талергоф під час Першої світової війни (муніципалітет Кальсдорф, округ Грац, Штирія); 1925 р. парох у Батятичах (Великомостенський деканат, Жовківський повіт), 1932 р. у Бутинах.
Посол Райхсрату ХІІ каденції (30.05.1917-12.11.1918) від двомандатного округу 51 (судові округи Сянік, Риманів, Буківсько, Дукля, Лісько, Устрики-Долішні). 30.05.1917 замінив засудженого за звинуваченням у державній зраді Володимира Куриловича. Входив до фракції Чеського союзу. Був діячем старорусинського руху (течія москвофільського).